# Hoikansaari (ö i Norra Savolax, Norra Savolax, lat 63,36, long 26,93)
Hoikansaari är en ö i Finland. Den ligger i sjön Lampaanjärvi och i kommunen Pielavesi i den ekonomiska regionen  Övre Savolax ekonomiska region  och landskapet Norra Savolax, i den centrala delen av landet, 400 km norr om huvudstaden Helsingfors. Öns area är 0,2 hektar och dess största längd är 130 meter i nord-sydlig riktning.